# Symphlebia foliosa
Symphlebia foliosa är en fjärilsart som beskrevs av Adalbert Seitz 1921. Symphlebia foliosa ingår i släktet Symphlebia och familjen björnspinnare. Inga underarter finns listade i Catalogue of Life.